# تورام (لاعب كرة قدم)
تورام (بالبرتغالية: Rogério Conceição do Rosário‏) هو لاعب كرة قدم برازيلي في مركز الهجوم، ولد في 1 فبراير 1991 في Cairu ‏ في البرازيل. لعب مع أبولون ليماسول وأتلتيكو باراناينسي وأريس ليماسول ونادي باهيا ونادي شابيكوينسي ونادي نوفو هامبورغو.

## وصلات خارجية
- تورام (لاعب كرة قدم) على موقع اتحاد تركيا (لاعب) (الإنجليزية)
- تورام (لاعب كرة قدم) على موقع قاعدة بيانات كرة القدم.إي يو (الإنجليزية)
- تورام (لاعب كرة قدم) على موقع Soccerway.com (الإنجليزية)
- تورام (لاعب كرة قدم) على موقع عالم كرة القدم.نت (الإنجليزية)
- تورام (لاعب كرة قدم) على موقع AS.com (الإسبانية)